# Taliabu
Taliabu (en indonesio: Pulau Taliabu) es el nombre una gran isla (2.913 kilómetros²) en las islas Sula, que a su vez forman parte de las Islas Molucas en Indonesia. Se encuentra en las coordenadas 1°48′0″S 124°48′0″E / -1.80000, 124.80000, al oeste de las islas de Mangole y Sanana.
Taliabu se encuentra al este de Sulawesi y está separada de la vecina isla de Mangole solo por el estrecho de Capalulu. El punto más alto está en Taliabus, con 1.157 m. El litoral de la isla tiene una longitud de 410,5 kilómetros. Fuera de la costa suroeste se encuentra la pequeña isla Seho. Taliabu es en gran medida solo montañosa y boscosa, y escasamente poblada. El lugar más importante es Lekitobi el suroeste de la isla.
Taliabu originalmente pertenecía al Sultanato de Ternate. En 1683 fue tomada por el Reino de los Países Bajos. Después de la Segunda Guerra Mundial Taliabu pasó a ser parte de la ahora independiente Indonesia en 1949. En primer lugar, pasó a formar parte de la provincia de Maluku, después de su separación, fue organizada en 1999 como parte de la provincia de Maluku Utara.